# Приёмный лагерь Мариенфельде

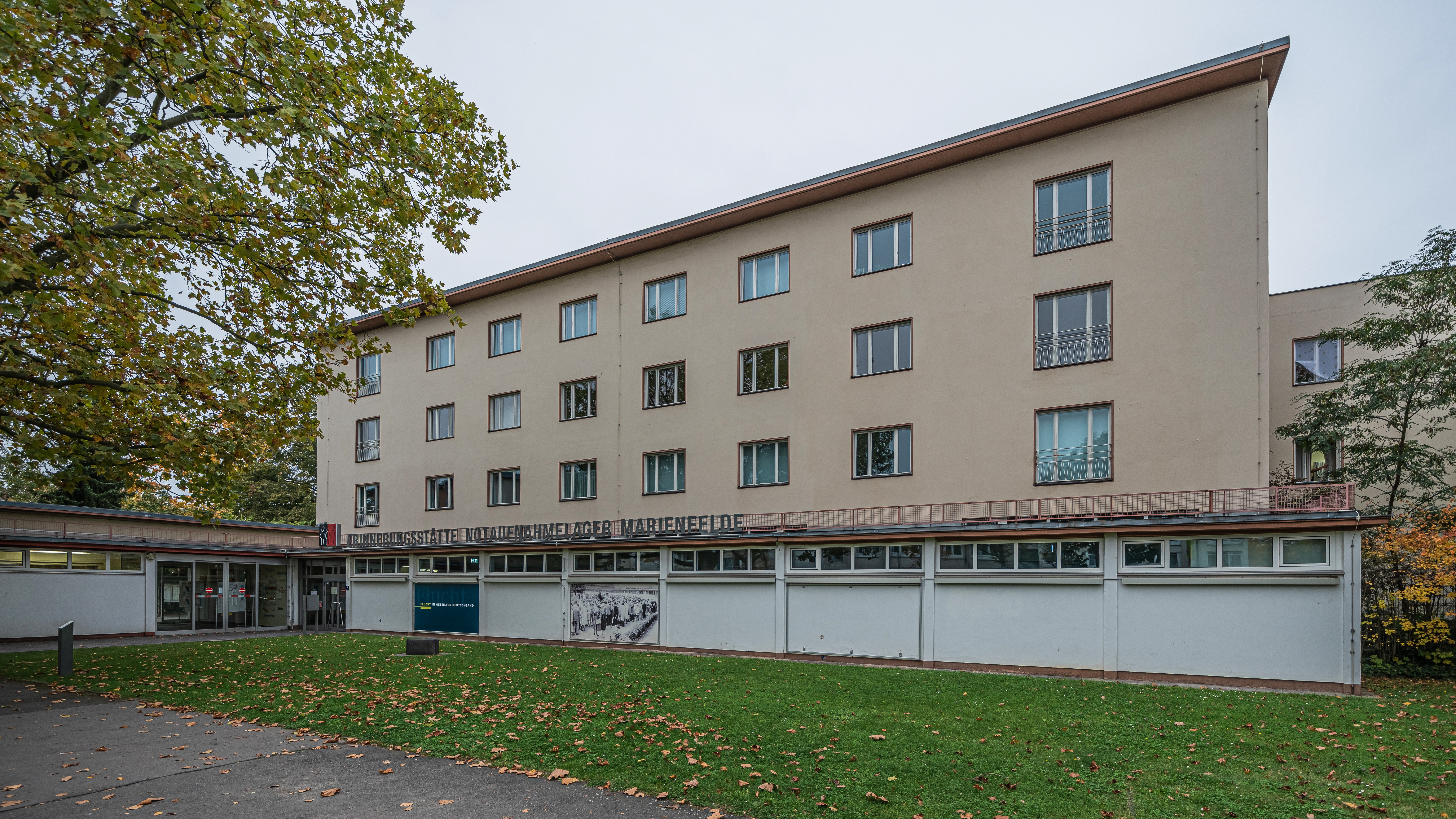
Вид на центральный вход в лагерь на Marienfelder Allee 66/80

Приёмный ла́герь Мариенфе́льде (нем. Notaufnahmelager Marienfelde) в берлинском районе Мариенфельде — бывший лагерь для приёма беглецов из ГДР. После объединения Германии лагерь служил для приёма поздних переселенцев из стран бывшего СССР.

## История лагеря

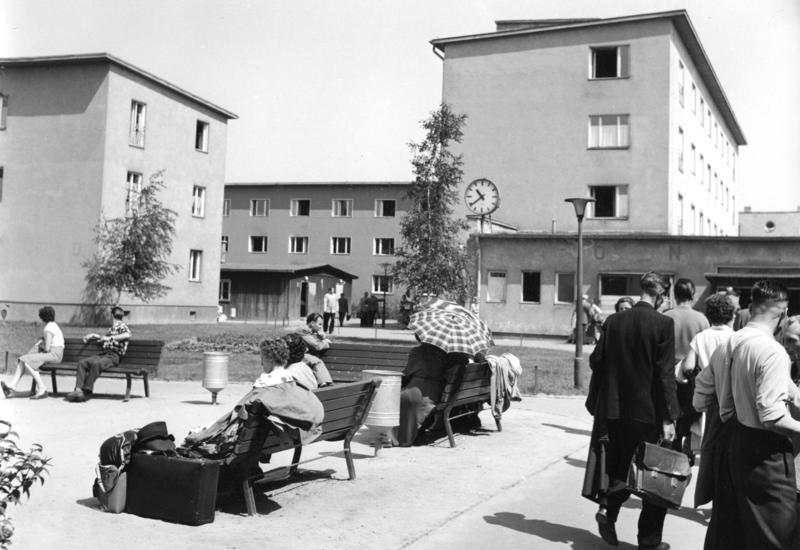
Лагерь Мариенфельде, 1958

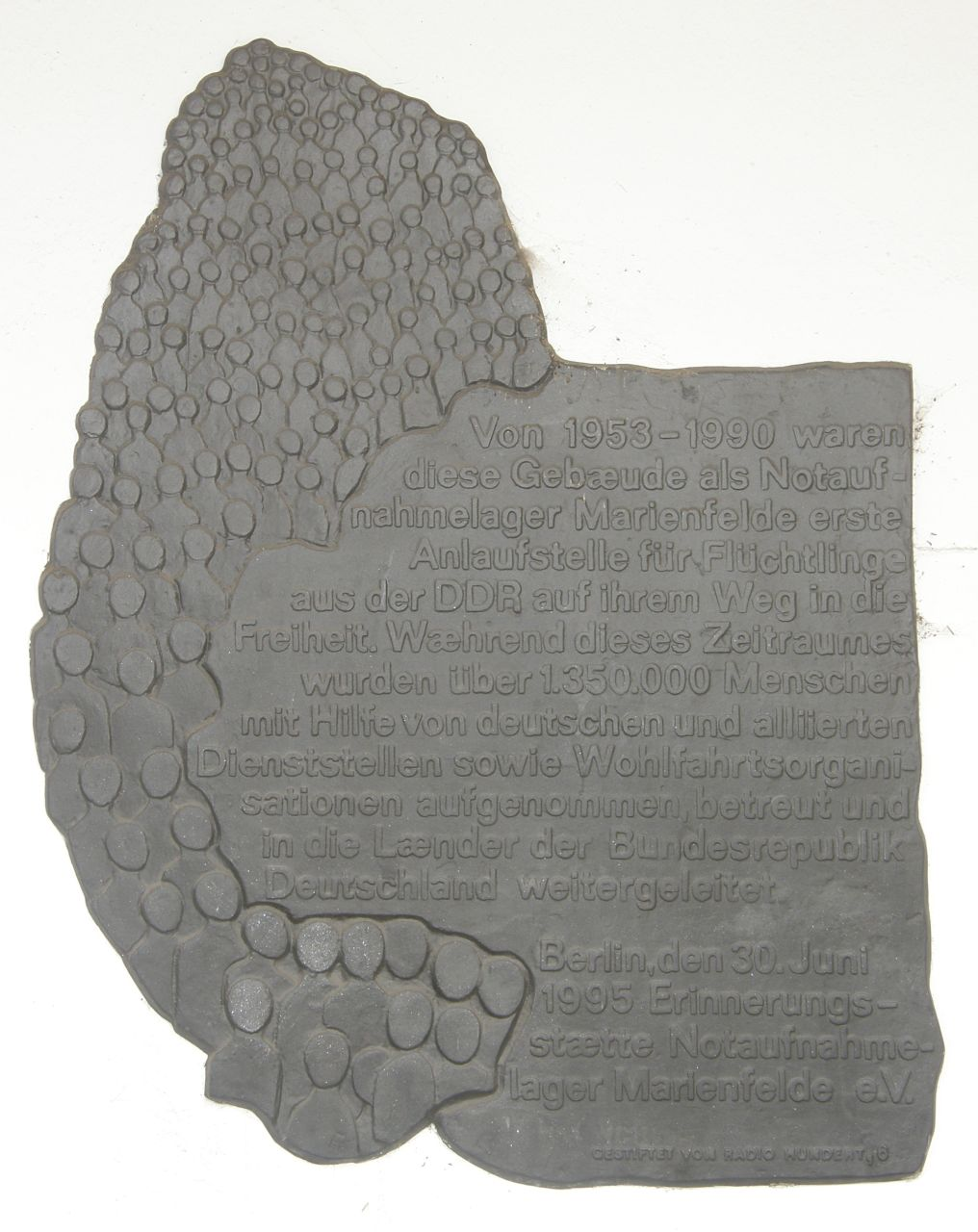
Памятная табличка перед центральным входом в лагерь

С увеличением потока беженцев из ГДР правительство ФРГ создаёт на своей территории приёмные лагеря для первичного расположения беженцев. С мая 1952 года поток беженцев катастрофически растёт, в результате чего ГДР закрывает свои границы. Передвижения же внутри Берлина (с запада на восток и обратно) остаются пока относительно свободными.
30 июля 1952 г. был заложен фундамент Приёмного лагеря Мариенфельде. Участок земли на улице Мариенфельдер-Аллее (нем. Marienfelder Allee) находился в федеральной собственности. Близость аэропорта Темпельхоф и железнодорожной станции послужили определяющими факторами для выбора места.
Официальное открытие лагеря состоялось 14 апреля 1953 года, хотя к этому времени ещё вовсю продолжались строительные работы. В полноценном режиме лагерь начал свою работу лишь в августе 1953 года.
До 1961 года лагерь постоянно перестраивался и расширялся, несмотря на это почти всегда был переполнен. После закрытия границы между западной и восточной частями Берлина 13 августа 1961 года и возведением Берлинской стены поток беженцев из ГДР практически иссяк. По этой причине часть лагеря была перестроена в обычные жилые дома.
Однако, лагерь не был полностью расформирован и продолжал принимать немногочисленных беженцев из ГДР, а также с 1964 года первых немецких переселенцев из Польши, а затем и из Советского Союза и других стран. После падения Берлинской стены 9 ноября 1989 года поток беженцев снова экстремально возрос. Несправляясь с нахлынувшим потоком людей, администрация лагеря была вынуждена арендовать фабричные здания неподалёку, чтобы обеспечить временным жильём всех беженцев. Всего по 1990 год через лагерь прошли более 1 миллион 350 тыс. беженцев из ГДР.
После того, как лагерь покинули последние беженцы из ГДР, он стал служить приёмным пунктом для переселенцев («аусзидлеров») из Восточной Европы и беженцев. С 2000-х годов поток эмиграции российских немцев заметно угас. Если, к примеру, в 2005 году лагерь принял 1 743 человек, то в 2006 году — только 393. По этой причине 31 декабря 2008 года Приёмный лагерь Мариенфельде был официально закрыт.

## Лагерь сегодня

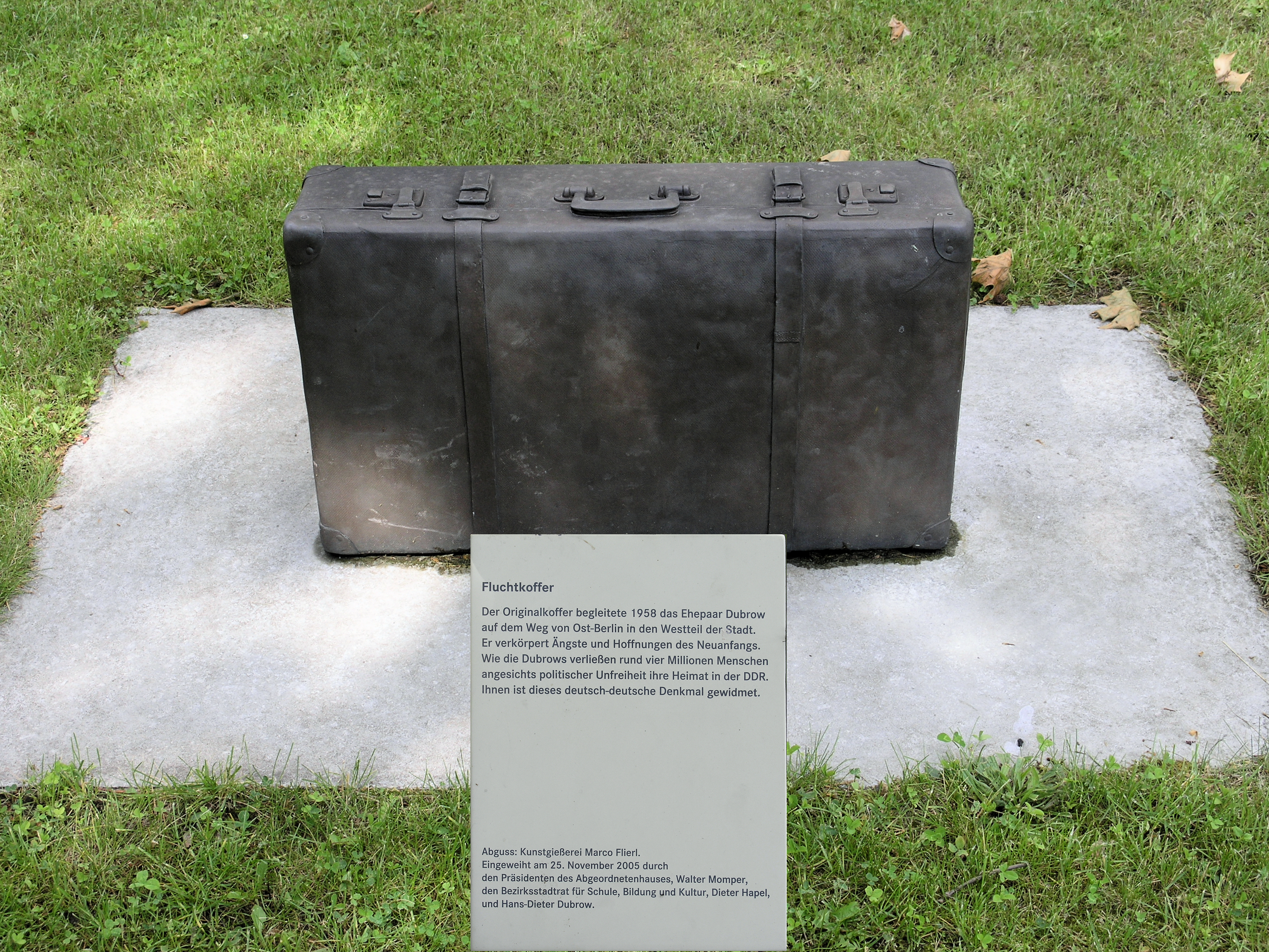
«Памятный чемодан»

С апреля 2005 г. в бывшем лагере открыт музей — «Музей приёмного лагеря Мариенфельде» (нем. Erinnerungsstätte Notaufnahmelager Marienfelde), который показывает жизнь обитателей лагеря в разные годы. Музей располагает различными документами и другими экспонатами, знакомящими с судьбой иммигрантов в Федеративную Республику Германию. В октябре 2005 г. перед зданием бывшего лагеря был установлен чемодан в качестве памятника беженцам из ГДР.
Несмотря на официальное закрытие лагеря, он до сих пор продолжает принимать поздних переселенцев, число которых уже ничтожно мало. Например, в феврале 2009 года в лагере проживало всего около 80 «аусзидлеров». В апреле 2009 года в лагерь были приняты несколько семей беженцев из Ирака (всего около 125 человек). В декабре 2011 года в лагере проживало 418 человек — беженцев из различных стран.